# Сергей Есенин (теплоход)
«Сергей Есенин» — головной трёхпалубный речной пассажирский теплоход проекта Q-065 (тип «Сергей Есенин»). Назван в честь русского поэта Сергея Есенина.
Построен на верфи Österreichische Schiffswerften AG в городе Корнойбурге (Австрия) в 1984 году. Поставлен Московскому речному пароходству и эксплуатируется по сей день судоходной компанией «Московский Туристический Флот»

## На борту
По проекту к услугам туристов четырёх, двух-, одноместные каюты и кают люкс, оборудованные санитарным блоком (туалет, душ, умывальник), кондиционером и радиоточкой. Каюты люкс также оборудованы телевизором, холодильником и видеопроигрывателем.

## Суда-близнецы (проект Q-065)
- Александр Блок
- Валерий Брюсов
- Демьян Бедный
- Михаил Светлов

## Галерея

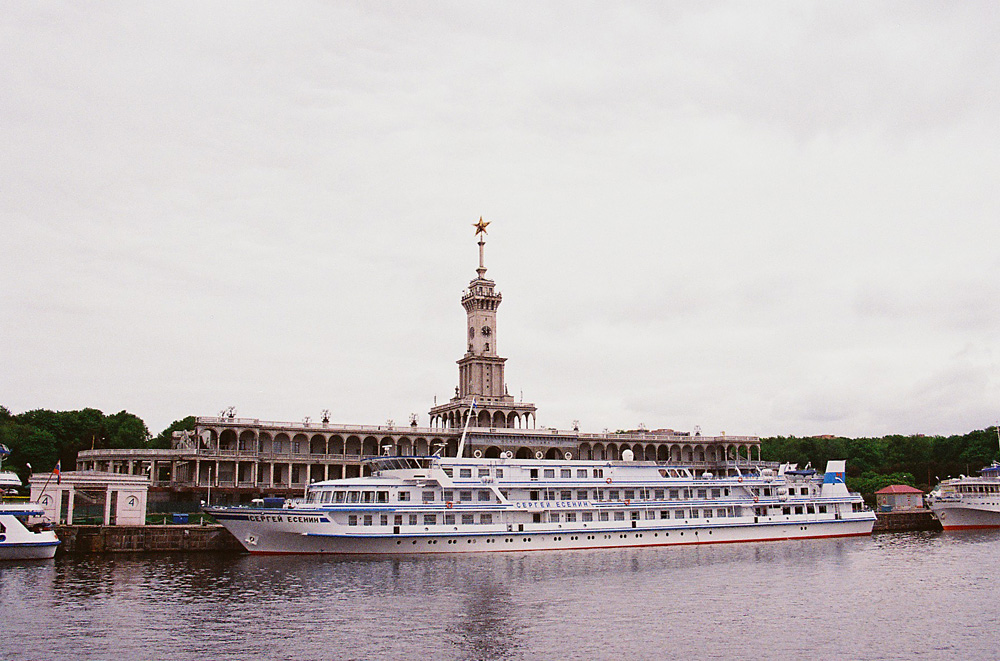
У Северного речного вокзала в Москве
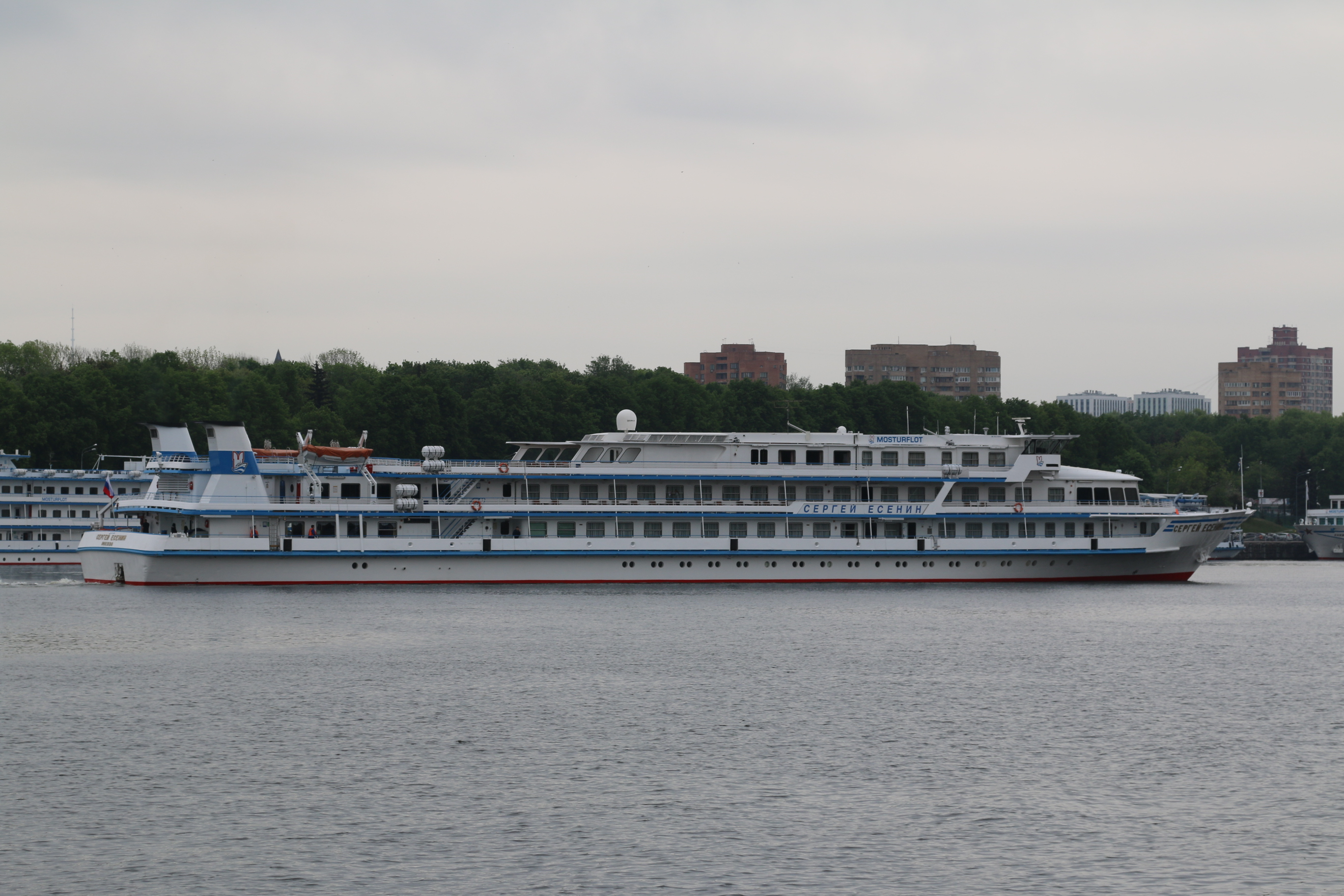
В Химкинском водохранилище
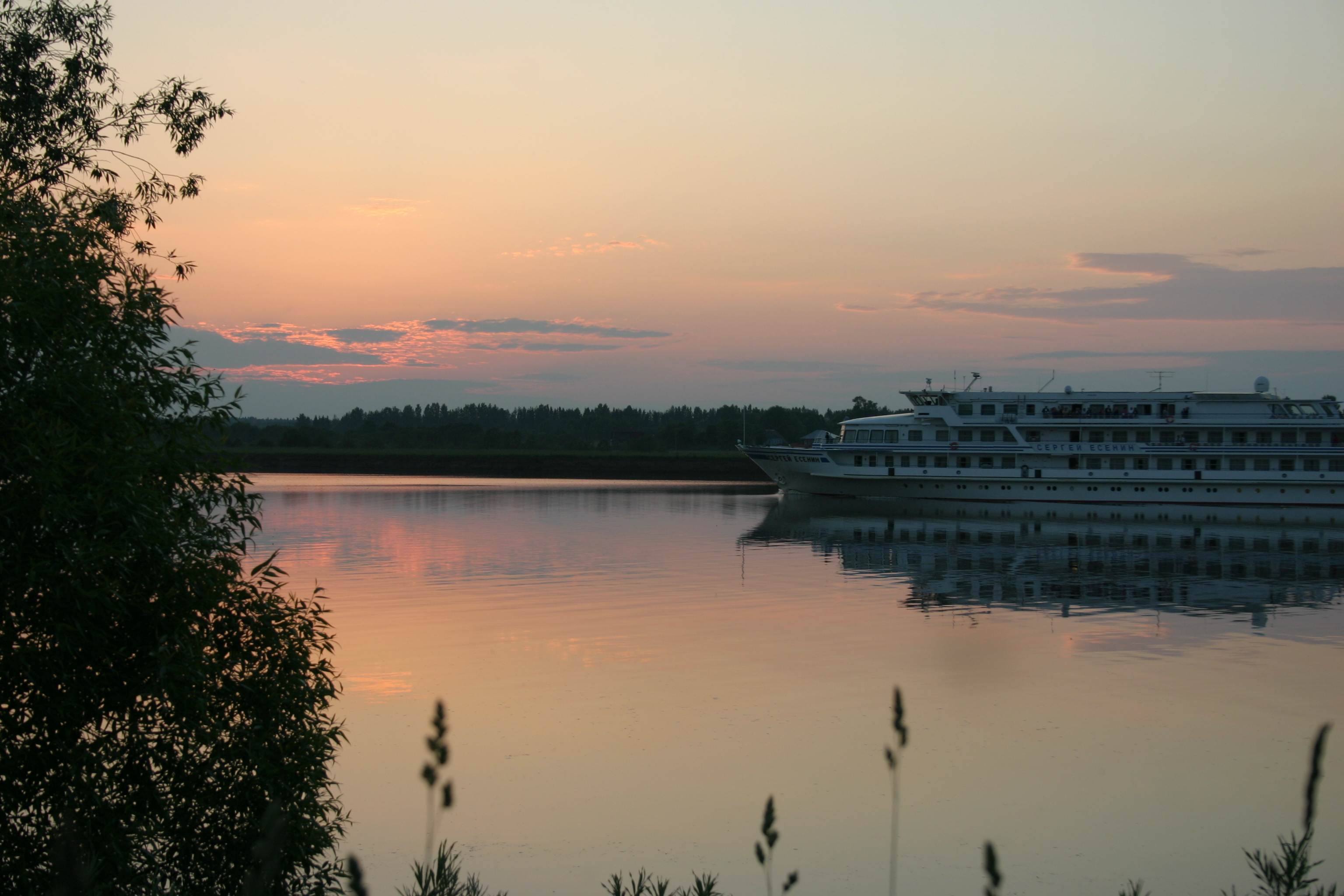
На закате у Дубны
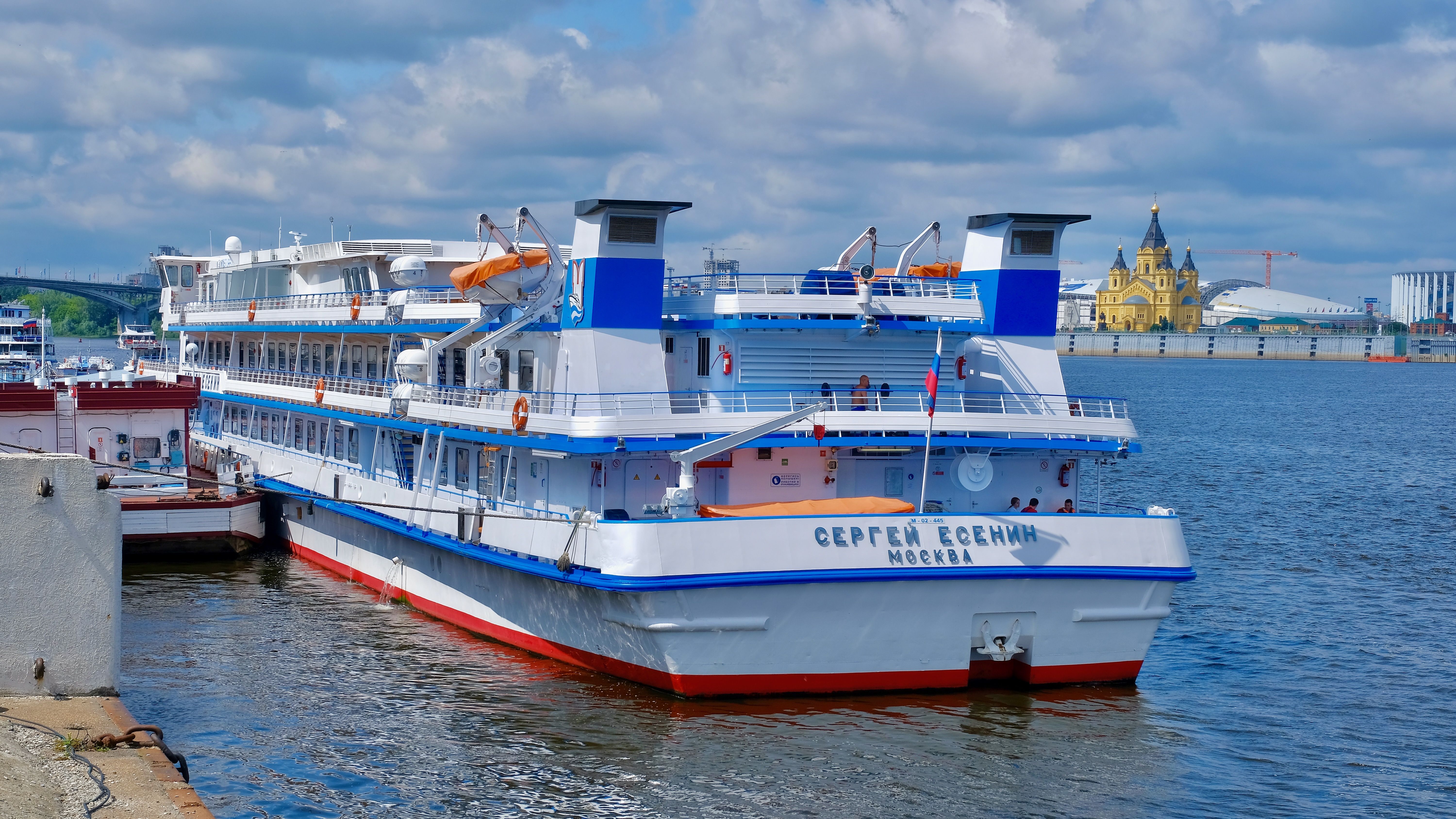
В Нижнем Новгороде